# Christi Wolf
Christine Marie Wolf (Corning, Nueva York; 7 de agosto de 1966) es una culturista profesional, modelo y ex luchadora profesional estadounidense. Es más conocida por su paso por la World Championship Wrestling bajo el nombre de Asya.

## Primeros años
Antes de su carrera como luchadora profesional, Wolf fue originalmente modelo de bikinis y de la crema de protección solar Hawaiian Tropic. Mientras ejercía de modelo, Wolf comenzó a practicar culturismo y ganó varios títulos a nivel estatal y nacional.

## Carrera como luchadora profesional

### Comienzos
En marzo de 1999, Wolf comenzó a aparecer como enfermera jefe para atender a Ric Flair cuando éste fue internado (en la historia de su personaje) en una institución mental. En el episodio de WCW Nitro del 3 de mayo de 1999, la enfermera jefe acompañó a Flair al cuadrilátero mientras éste llamaba a "Macho Man" Randy Savage, con quien estaba peleado. Cuando Savage y su propio ayudante de cámara, Gorgeous George, salieron al cuadrilátero, Flair llamó a la seguridad de Savage, lo que provocó que George fuera asfixiado por la enfermera jefe.
La enfermera fue presentada como Double D cuando, junto con Ric Flair, Arn Anderson y Torrie Wilson, acompañó al hijo de Flair, David, a su combate por el Campeonato de los Estados Unidos de la WWE contra Dean Malenko en el Bash at the Beach. Malenko intervino y, dudando en golpear a la mujer, la encerró en su llave de sumisión cloverleaf. Ric Flair aprovechó la oportunidad para golpear a Malenko con el cinturón del título de los Estados Unidos y permitir que David inmovilizara a Malenko para retener así el título.

### The Revolution
El 25 de octubre, en el evento Halloween Havoc, The Filthy Animals mostraron un vídeo en el que secuestraban a Ric Flair y lo dejaban en el desierto. Tras el vídeo, fueron atacados en el ring por Perry Saturn y Dean Malenko, miembros de la Revolution. La mánager de The Animals, Torrie Wilson, fue secuestrada por Double D, que fue presentada como Asya, la nueva miembro de la Revolution. El cambio de nombre hacía referencia a Chyna, que competía para la WWE, rival de la WCW, e implicaba que Asya era superior a Chyna, ya que "Asia" es más grande que "China". Más adelante, cuando The Filthy Animals atacaron a Malenko durante un combate contra Chris Benoit, la Revolution utilizó a Torrie para chantajear a los Animals y hacer que se retiraran.
En el episodio del 8 de noviembre de Nitro, Asya debutó en el ring cuando ella y Malenko derrotaron a Rey Mysterio. y Torrie Wilson en un combate por equipos mixtos. Tres días después, en WCW Thunder, Revolution interfirió en un combate entre Sid Eudy y Perry Saturn antes de ser derribada por Sid. La semana siguiente en Nitro, Asya derrotó a Kimberly Page por descalificación con su rival Torrie Wilson como árbitro invitado. Page trató de ayudar a Torrie saltando sobre la espalda de Asya para aplicarle una llave de sueño, pero Asya la derribó. Más tarde, Kimberly intentó ahogar a Asya con su cinturón, lo que llevó a David Flair, antiguo aliado de Asya, a salir con una palanca en la mano para rechazar a Kimberly. Flair se recuperó y luego la suplexó antes de golpear al miembro de Revolution Shane Douglas con su palanca antes de abandonar el ring.
La disputa entre The Filthy Animals y Revolution concluyó el 21 de noviembre en el pay-per-view Mayhem, cuando Perry Saturn, Dean Malenko y Asya derrotaron a Eddie Guerrero, Billy Kidman y Torrie Wilson en un combate por eliminación, aunque Asya fue la tercera competidora eliminada del combate.

### Regreso
En el episodio del 6 de diciembre de Nitro, Asya luchó contra su compañero culturista convertido en luchador Midnight hasta que no hubo competencia. Tras el combate, Asya atacó a Midnight hasta que Revolution salió y atacó a Midnight con su bandera. Tres días después en Thunder, Asya luchó contra "Hacksaw" Jim Duggan hasta que no hubo competencia. Asya terminó su disputa con Midnight cuando ella, Saturn y Malenko derrotaron a Midnight y Harlem Heat la semana siguiente en Nitro. En Starrcade, Revolution (Shane Douglas, Perry Saturn, Dean Malenko y Asya) derrotó a Jim Duggan y al recién reunido The Varsity Club (Kevin Sullivan, Rick Steiner y Mike Rotunda) después de que el Club se volviera contra Duggan durante el combate. En el episodio del 23 de diciembre de Thunder, Asya, Saturn y Malenko perdieron contra Billy Kidman, Eddie Guerrero y Jim Duggan.
En el episodio del 6 de enero de 2000 de Thunder, Asya retó a la Campeona de Peso Crucero Madusa por su título, pero perdió después de que Revolution se volviera contra ella. Asya entonces se peleó con Revolution durante los house shows, formando equipo con Chavo Guerrero, Jr. contra Malenko y Saturn, perdiendo con ellos dos veces antes de derrotarlos dos veces para terminar la disputa.
El 10 de enero, Oklahoma hizo comentarios misóginos antes de decir que podía vencer a cualquier mujer en el ring y que llegaría a derrotar a la Campeona de Peso Crucero Madusa. En respuesta, Asya salió al ring y le dio una paliza a Oklahoma antes de que su contrincante saliera. Seis días después, en Souled Out, Asya y la ex Nitro Girls Spice (Melissa Bellin) atacaron a Oklahoma durante su combate por el título con Madusa. Oklahoma consiguió enrollar a Madusa para conseguir la victoria, pero después del combate, Asya y Madusa le echaron salsa barbacoa encima.
Después de esto, Asya comenzó a hacer apariciones esporádicas. En el episodio del 15 de abril de WorldWide, Asya perdió ante Molly Holly por descalificación después de que Little Genie interfiriera. Tras el combate, tanto Asya como Genie atacaron a Mona antes de ser retiradas por los árbitros. En el episodio del 3 de mayo de Thunder, tanto Mona como Asya fueron las únicas mujeres en una batalla real entre The Millionaire's Club y The New Blood para determinar un aspirante al Campeonato Mundial de los Pesos Pesados, pero ambas fueron eliminadas al principio.

### Alianza con Dale Torborg
En el episodio del 14 de junio de Thunder, Asya regresó a la televisión de la WCW disfrazada de fan de Sting en el cuadrilátero. Cuando Vampiro le dijo que se quitara la máscara, ella respondió escupiendo un líquido rojo en su cara. El oponente de Vampiro, The Demon (Dale Torborg), apareció entonces en el ring y los locutores revelaron que The Demon y Asya estaban comprometidos de forma legítima. Después de que Vampiro derrotara a The Demon, Asya intentó ayudar a su prometido pero recibió un Nail in the Coffin de Vampiro. The Demon ahuyentó a Vampiro antes de atender a Asya en el ring y más tarde retiró su gimmick de Demon. Cinco días después en Nitro, Vampiro llamó a Torborg y le preguntó "¿no te falta algo en tu vida?", dejando a Torborg desconcertado por la pregunta antes de que se apagaran las luces. Asya, que había acompañado a Torborg, desapareció, lo que hizo que Torborg fuera tras Vampiro. Las luces volvieron a apagarse y Vampiro también desapareció, escapando en un coche fúnebre negro. En el episodio del 21 de junio de Thunder, Torborg atacó a Vampiro, exigiendo saber dónde estaba Asya. En cambio, Vampiro le dijo que nunca lo sabría a menos que se convirtiera de nuevo en The Demon. A continuación, Torborg siguió a Vampiro hasta una tumba en la que, según este, estaba Asya. Vampiro golpeó a Torborg con una pala antes de sacar a Asya del maletero de su coche fúnebre.
En el episodio del 28 de junio de Thunder, Vampiro salió proclamando que se había deshecho de Sting, con el que también estaba peleado, así como de Torborg y Asya. Durante su promoción, las luces se apagaron y Asya apareció en el ring antes de escupirle un líquido rojo en la cara como hizo semanas antes. Torborg atacó entonces a Vampiro con un bate de béisbol mientras las luces se apagaban de nuevo y tanto Asya como Torborg desaparecían. La semana siguiente en Nitro, Asya resultó herida (en la historia) por una explosión durante su entrada al ring. Torborg quería atender a Asya en el hospital cuando una figura encapuchada (que luego se reveló como Vampiro) le entregó el traje de The Demon.

### Retiro
El 25 de agosto de 2000, Wolf fue liberada de su contrato con la WCW.

## Vida personal
Wolf se licenció en biotecnología y se casó con Dale Torborg el 5 de octubre de 2000. La pareja tuvo su primer hijo, una niña llamada Sierra Raye, el 18 de agosto de 2005.

## Historial competitivo
- 1995 - NPC Florida State Championship – 1º puesto[3] (HW)
- 1997 - Ms. Florida Bodybuilding Championship – 1º puesto[3][6]
- 1997 - NPC USA Championship – sexto puesto[3][6] (MW)
- 1997 - Pro Invitational Strength Extravaganza Championship – 1º puesto
- 1998 - NPC Nationals – 1º puesto[3][6][7] (HW)
- 2001 - Jan Tana Classic – cuarto puesto[3][6][8] (LW)